# Mário Schenberg
Mário Schenberg, brazilski elektrotehniški inženir, fizik, astrofizik, umetnostni kritik, pisatelj in politik, * 2. julij 1914, Recife, Pernambuco, Brazilija, † 10. november 1990, São Paulo, Brazilija.

## Življenje in delo
Schenberg velja za najbolj znanega brazilskega teoretičnega fizika. Najbolj je znan po svojih prispevkih k astrofiziki, še posebej k teoriji jedrskih procesov v tvorjenju zvezd supernov. Raziskoval je cikel jedrskih reakcij, imenovan proces Urca. V njih jedro izgublja energijo z absorpcijo elektrona in odda delec beta skupaj z nevtrinsko-antinevtrinskim parom, kar vodi do izgube notranjega opornega tlaka in posledično do sesedanja in eksplozije v obliki supernove. Gamow je imenoval proces po imenu kazina v Rio de Janeiru, ko mu je Schenberg pripomnil, da »energija v jedru supernove izginja tako hitro kot izginja denar pri mizi za ruleto«.
Skupaj s Chandrasekharjem je leta 1942 odkril in objavil članek o Chandrasekhar-Schenbergovi meji, ki podaja največjo maso sredice zvezde, ki še lahko vzdržuje plasti proti gravitacijskem sesedanju, ko je porabljen ves vodik v sredici. Ko je ta meja presežena (približno 12 % celotne mase zvezde), temperatura jedra ne more ostati enaka po celotni sredici, tako da se visoka temperatura, potrebna za zgorevanje vodika na robu sredice, ne more več vzdrževati z majhnimi spremembami v zgradbi zvezde. Zaradi tega se zvezda začne hitro razvijati v orjakinjo.
Bil je član Brazilske komunistične partije. Med letoma 1979 in 1981 je bil predsednik Brazilskega fizikalnega društva.
1. 1 2  SNAC — 2010.
2. 1 2  Enciclopédia Itaú Cultural — São Paulo: Itaú Cultural, 2001. — ISBN 978-85-7979-060-7
3. 1 2  Muzej Solomona R. Guggenheima — 1937.
4. 1 2  Record #127033890 // Gemeinsame Normdatei — 2012—2016.
5. ↑  https://www.gf.org/fellows/all-fellows/mario-schenberg/